# Защита (фильм, 1896)
«Защита (Запрещено расклеивать объявления)» (фр. Défense d'afficher) — немой короткометражный фильм Жоржа Мельеса. Дата премьеры неизвестна.

## Сюжет
Часовой проходит мимо стены, на которой написано «Défense d'afficher» («Не выставлять счета»). Плакат со счётом ждет, пока часовой пройдет и приклеивается к стене. Второй плакат с банкнотами закрывает первое объявление с плакатом большего размера. Два плаката с банкнотами ссорятся, а затем убегают при приближении часового. Затем командир объявил часовому выговор за то, что он разрушил стену. 

## Интересные факты
- Фильм считался безнадёжно утраченным, пока во Франции в 2004 году не была найдена копия. До 2004 года фильм был известен по каталогу студии «Стар фильм» № 15.